# Garibaldi (Oregon)
Garibaldi è una città nella contea di Tillamook in Oregon popolata da 899 abitanti (censimento 2000).

Nel 1867, B.A. Bayley comprò queste terre dal governo per un dollaro l'acro, successivamente suddivise la terra in lotti e la vendette. La neonata Comunità volle battezzare la città in onore dell'eroe italiano Giuseppe Garibaldi. Per buona parte del novecento la città fu un importante centro legnifero, prima di cadere completamente in decadenza agli inizi del nuovo millennio per l'esaurimento quasi totale delle risorse circostanti.

## Geografia fisica
L'area totale del paese è di 3,4 km²; di cui 2.5 km² (1.0 mi²) di terra e 0,9 km² di mare (25,95%).

## Società

### Evoluzione demografica
Al censimento del 2000 risiedevano a Garibaldi 899 persone con una densità di 357,8 persone per km². La composizione etnica è quasi omogenea in quanto il 94,77% della popolazione è costituito da bianchi, l'1,78% da nativi americani, lo 0,67% da asiatici, lo 0,11% da isolani dell'Oceano Pacifico, l'1,33% da ispanici, lo 0,22% di altra origine e il 2,45% di origine multietnica.